# 테오발트무덤박쥐
테오발트무덤박쥐(Taphozous theobaldi)는 대꼬리박쥐과에 속하는 박쥐의 일종이다. 인도와 인도네시아, 미얀마, 태국 그리고 베트남에서 발견된다.